# Humanure
Humanure è il secondo album in studio del gruppo statunitense Cattle Decapitation, pubblicato il 13 luglio 2004 dalla Metal Blade Records.

## Tracce
Testi di Travis Ryan, musiche dei Cattle Decapitation.
1. Scatology Domine (Intro) – 1:02
2. Humanure – 3:05
3. Reduced to Paste – 4:13
4. Bukkake Tsunami – 4:33
5. Cloacula: The Anthropophagic Copromantik – 3:05
6. Chummified – 3:43
7. Applied Human Defragmentation – 5:19
8. The Earthling – 3:27
9. Polyps – 4:24
10. Lips & Assholes – 4:56
11. Men Before Swine (Outro) – 9:40

## Formazione
Gruppo
- Travis Ryan – voce; ebow in Scatology Domine (Intro)
- Josh Elmore – chitarra
- Troy Oftedal – basso
- David Astor – batteria

Altri musicisti
- Troy Oftedal – chitarra e tannerin in Scatology Domine (Intro)
- Nocturnal Overlord – pianoforte in Scatology Domine (Intro)
- Scott Miller – programmazione in Men Before Swine (Outro)
- Chris Pooley – programmazione in Men Before Swine (Outro)
- Gabe Serbian – cori in Lips & Assholes
- Justin Pearson – cori in Lips & Assholes
- Robert Bray – cori in Lips & Assholes

Produzione
- Bill Metoyer – produzione, ingegneria del suono, registrazione, missaggio
- Cattle Decapitation – coproduzione
- Brad Vance – mastering
- Sean Vahle – ingegneria addizionale in Men Before Swine (Outro)
- registrazioni di mattatoio in Men Before Swine (Outro) fornite dalla PETA